# ザ・ワード・アライブ
ザ・ワード・アライブ（The Word Alive）とは、アメリカ合衆国,アリゾナ州にて結成されたメタルコアバンドである。
Escape the Fateのボーカリストのクレイグ・マビットが、2008年に結成したバンド。

## 現在のメンバー
- テイラー・テル・スミス / Tyler "Telle" Smith - (ヴォーカル)
- ダニエル・ネルソン  / Daniel Nelson - (ギター)
- ホセ・デルリオ  / Jose DelRio - (ドラム)

### 旧メンバー
- クレイグ・マビット / Craig Mabbitt - (元ヴォーカリスト、2008年のみ在籍。)
- ニック・アーラカー / Nick Urlacher - (元ベーシスト、2008-2010)
- トニー・アギレラ / Tony Aguilera - (元ドラマー、2008-2010)
- ジャスティン・セリナス / Justin Salinas - (元ドラマー、2010-2012)
- ダスティ・リア / Dusty Riach - （元キーボーディスト、2008-2012）
- ダニエル・シャピーロ / Daniel Shapiro - (ベース、2011-2017)
- ルーク・ホーランド / Luke Holland - (ドラム、2012-2016)
- トニー・ピズッティ  / Tony Pizzuti - (ギター、2008-2021)
- マット・ホーン / MattHorn - (ドラム、2018-2021)
- ザック・ハンセン / Zack Hansen  - (ギター、2008-2024)

## 略歴
クレイグ・マビットを中心に、2008年に結成。その後もデモ等を発表し続けるが、その後クレイグに対し、スケジュール的にエスケイプ・ザ・フェイトとの兼任は難しいと判断した残りのメンバーは、彼を強制的に脱退させ、後日、新たにテイラー・テル・スミス を迎え入れる事で、本格的に活動を開始。
2009年には、大手インディーズレーベルのフィアレス・レコードと契約を結び、ミニアルバム『Empire』でデビューを飾る。
2010年2月、結成時のオリジナルメンバーであったトニー・アギレラがバンドから脱退。
2010年8月31日には、アルバム『Deceiver』を発表。このアルバムは全米アルバムチャートにて初登場97位を記録。その後、12月に結成時からのメンバーであるニック・アーラカーが、バンドから脱退。
2011年夏、ダニエル・シャピーロを正式にバンドメンバーへ迎え入れる。
2012年2月、ジャスティンとダスティーの二人がバンドから脱退した。
2012年3月、ルーク・ホーランドがドラマーとしてメンバーに加入した。
2012年7月、2ndアルバム『Life Cycle』がリリースされた。ドラムはスリープウォーカーのマット・ホーンが担当した。
2020年2月、coldrain主催の「BLARE FEST.2020」の、2日目に出演。

## ディスコグラフィー

### アルバム
| 発売日        | アルバムのタイトル | 販売レーベル | 全米ビルボードアルバムチャート最高位 |
| 2010年8月31日 | Deceiver           | Fearless     | 97位                                 |
| 2012年7月3日  | Life Cycles        | Fearless     | 50位                                 |
| 2014年6月10日 | Real               | Fearless     | 33位                                 |
| 2016年3月18日 | Dark Matter        | Fearless     | 74位                                 |
| 2018年5月4日  | Violent Noise      | Fearless     | 79位                                 |
| 2020年2月21日 | MONOMANIA          | Fearless     | ‐                                    |

### EP
- The Word Alive (2008)
- Empire (2009)

### デジタルシングル
- Play the Victim (2014)
- Overdose (2016)
- Misery (2017)
- BURNING YOUR WORLD DOWN (2019)